# فرنت
فرنت (به انگلیسی: Frant) یک روستا و محله مدنی در بریتانیا است که در Wealden واقع شده‌است. فرنت ۳۱٫۹ کیلومتر مربع مساحت و ۱٬۶۴۵ نفر جمعیت دارد.